# Doryfera
Genre
Doryfera est un genre d'oiseaux-mouches (la famille des Trochilidés) de la sous-famille des Polytminae.

## Liste des espèces
D'après la classification de référence (version 2.5, 2010) du Congrès ornithologique international, ce genre est constitué des espèces suivantes (par ordre phylogénique) :
- Doryfera ludovicae – Porte-lance de Louise
- Doryfera johannae – Porte-lance de Jeanne